# Syr Mahber: A SOJA Production
Syr Mahber: A SOJA Production è un album prodotto dai SOJA nel 2008, in collaborazione con vari artisti, in cui vengono riproposte le tracce Rest of My Life, Be Aware e Faith Works in versioni alternative.

## Tracce
1. Be Aware (Bobby Lee of SOJA)
2. Faith Works (Bobby Lee of SOJA)
3. Hold On (feat. Luciano)
4. Trod Again (feat. Prezident Brown)
5. Simien Breeze (feat. Zedicus)
6. I Rise Up (feat. Queen Ifrica)
7. Face Off (feat. Ras Attitude)
8. Rest of My Life (Jacob Hemphill of SOJA)
9. Decadence (feat. Sister Carol)
10. Unconditional Love (feat. Ras Abel)
11. Neck Tie (feat. Batch)
12. I Know (feat. Tony Rebel)
13. Beware (feat. Fear Nuttin Band)
14. What Do You See? (feat. Don Carmelo)
15. No Way (feat. Jah Dan)
16. Damn (feat. Junior Kelly)